# We Are*
《We Are*》是KID於2006年7月27日發行的PS2遊戲。標題下方標著「We Are Asterisk.」，符號*（星號）不發音。在MediaWorks的月刊漫畫雜誌《月刊電擊Comic Gao!》自2006年7月號開始連載漫畫版《We Are -Cruel Angel's-》，不過因為KID破產的衝擊而突然連載中斷。
在中国大陆地区发行时使用的名字是《We Are* 爱在2026》，PC版使用的是代理商北京娱乐通支持的古月游戏引擎。
在台湾，本作以《终极生化少女》的名称由松岗科技代理，使用和大陆版一样的引擎。

## 故事简介
綾瀨優彌，雙親和妹妹在他小時候就因為戰爭的緣故而罹難，所以目前優彌寄住在由姑姑擔任房東的公寓中。在因緣際會下，優彌救了意圖跳河的女同學朝霞天，原來天是名ESP超能力者，擁有預知的特殊能力，因為雙親在核戰中喪生，所以天十分厭惡戰爭，卻預知自己將會在不久後被徵召入伍成為殺人機器，因此萌生自殺念頭，但卻被同樣有著與親人生離死別過去的優彌所救，兩人決定展開同居生活，一起渡過高中的最後一年暑假。
　　

## 登场人物

### 主要人物
綾瀬優弥（あやせ ゆうや）
声 - 立花慎之介（仅特典CD）
高中三年级的主人公。8岁时（2016年）因美军飞机坠落事故导致双亲和妹妹死亡。
朝霞天（あさか てん）
声 - 高橋美佳子

神明菊菜（しんみょう きくな）
声 - 水桥香织

熊野柚香（くまの ゆずか）
声 - 香坂夏希

笛吹詩忍（ふえふき しのぶ）
声 - 生天目仁美

稲敷楓（いなしき かえで）
声 - 清水愛

藤岡夏蓮（ふじおか かれん）
声 - 折笠愛

## 外部連結
- 官方網站，存於網際網路檔案館（日語）
- 《We Are* 爱在2026》產品介紹，存於網際網路檔案館（简体中文）
- 《We Are* 終極生化少女》，存於網際網路檔案館（繁體中文）